# Lądowisko Golędzinów
Lądowisko Golędzinów – lądowisko wielofunkcyjne w Golędzinowie, położone w gminie Oborniki Śląskie, w województwie dolnośląskim, ok. 13 km na południowy zachód od Trzebnicy. Lądowisko należy do Obornickiego Klubu Sportów Lotniczych.
Lądowisko powstało w 2013, figuruje w ewidencji lądowisk Urzędu Lotnictwa Cywilnego. 
Dysponuje dwoma trawiastymi drogami startowymi o długości 400 m i 500 m.